# Kfar ha-Nasi
Kfar ha-Nasi (hebrejsky כְּפַר הַנָּשִׂיא, doslova „Prezidentova vesnice“, anglicky Kfar HaNassi, v oficiálním seznamu sídel Kefar HaNasi) je vesnice typu kibuc v Izraeli, v Severním distriktu, v Oblastní radě ha-Galil ha-Eljon (Horní Galilea).

## Geografie
Leží v nadmořské výšce 246 metrů v Horní Galileji, nedaleko horního toku řeky Jordán a cca 9 kilometrů severně od břehů Galilejského jezera.
Vesnice se nachází cca 22 kilometrů severovýchodně od Tiberiasu, cca 127 kilometrů severovýchodně od centra Tel Avivu a cca 60 kilometrů severovýchodně od centra Haify. Je situována v zemědělsky intenzivně využívaném pásu. Kfar ha-Nasi obývají Židé, přičemž osídlení v tomto regionu je většinově židovské. Výjimkou je sousední město Tuba-Zangarija cca 1 kilometrů jihozápadním směrem, které obývají izraelští Arabové, respektive potomci Beduínů.
Kfar ha-Nasi je na dopravní síť napojen pomocí lokální komunikace, jež ústí do dálnice číslo 90, která spojuje Metulu a Tiberias.

## Dějiny
Kfar ha-Nasi byl založen v roce 1948. Obec vznikla na pozemcích vysídlené arabské vesnice Mansurat al-Chajt známé též jako Mansurat al-Chula. Mansurat al-Chajt měla roku 1922 437 obyvatel. V roce 1945 zde žilo 200 a roku 1948 232 lidí. Tato arabská vesnice byla v lednu 1948, v počáteční fázi války za nezávislost dobyta židovskými jednotkami a její obyvatelé vesnici opustili. Zástavba vesnice byla zcela zbořena.
Ještě v roce 1948 se v prostoru bývalé arabské vesnice usadila skupina členů levicové sionistické organizace ha-Bonim původem z Evropy, zejména z Anglie a 2. července zde založili kibuc. Ten se původně jmenoval הבונים - ha-Bonim. Později byl nazvaný Kfar ha-Nasi po prvním izraelském prezidentovi, Chajimu Weizmannovi.
Po dvou letech byla obec přesunuta cca 2 kilometry západním směrem, do nynější lokality. V počáteční fázi se osadníci pokoušeli v kibucu rozvinout zemědělskou výrobu, ale kvůli nedostatku zkušeností se potýkali s ekonomickými problémy. Dva členové kibucu, kteří měli řemeslnické zkušenosti z původního evropského domova, v Kfar ha-Nasi zřídili podnik na výrobu kovových součástek pro průmysl a zemědělství a tato aktivita zde uspěla a dodnes se jí kibuc zabývá.
V poslední době prošel kibuc privatizací a jeho členové již jsou odměňováni individuálně, podle odpracovaných hodin. Kromě toho kibuc začal nabízet pozemky pro soukromé uchazeče o výstavbu rodinných domků. Kibuc také nedávno zřídil na řece Jordán vodní elektrárnu, která zásobuje vesnici elektrickým proudem.
Ekonomika Kfar ha-Nasi je založena na zemědělství (citrusy, avokádo, chov dobytka) a na průmyslové výrobě (součástky pro zemědělství a zdravotnictví).
V Kfar ha-Nasi fungují zařízení předškolní péče. Základní a vyšší školství jsou k dispozici v okolních větších obcích. V kibucu je zdravotní středisko, obchod, sportovní areály a veřejná knihovna a společenské centrum.

## Demografie
Obyvatelstvo Kfar ha-Nasi je většinově sekulární. Podle údajů z roku 2014 tvořili naprostou většinu obyvatel Kfar ha-Nasi Židé (včetně statistické kategorie "ostatní", která zahrnuje nearabské obyvatele židovského původu ale bez formální příslušnosti k židovskému náboženství).
Jde o menší sídlo vesnického typu s dlouhodobě rostoucí populací. K 31. prosinci 2014 zde žilo 842 lidí. Během roku 2014 stoupla populace o 4,7 %.
| Rok            | 1948 | 1961 | 1972 | 1983 | 1995 | 2001 | 2003 | 2004 | 2005 | 2006 | 2007 | 2008 | 2009 | 2010 | 2011 | 2012 | 2013 | 2014 |
| -------------- | ---- | ---- | ---- | ---- | ---- | ---- | ---- | ---- | ---- | ---- | ---- | ---- | ---- | ---- | ---- | ---- | ---- | ---- |
| Počet obyvatel | 74   | 325  | 431  | 551  | 604  | 508  | 474  | 490  | 483  | 504  | 506  | 514  | 753  | 760  | 796  | 804  | 804  | 842  |